# Прохоренко, Александр Александрович
Алекса́ндр Алекса́ндрович Прохоре́нко (22 июня 1990 — 17 марта 2016) — военнослужащий Сил специальных операций Вооружённых Сил Российской Федерации, старший лейтенант. Участник военной операции России в Сирии. Погиб 17 марта 2016 года при исполнении воинского долга в ходе боёв за Пальмиру. Герой Российской Федерации (2016).

## Биография
Родился 22 июня 1990 года в селе Городки Тюльганского района Оренбургской области. Отец Александр Васильевич работал трактористом, мать Наталья Леонидовна — уборщицей в администрации.
В 2007 году с серебряной медалью окончил Городецкую среднюю общеобразовательную школу, поступил в Оренбургское высшее зенитное ракетное училище, в 2008 году в связи с закрытием училища был переведён в Военную академию войсковой противовоздушной обороны Вооружённых Сил Российской Федерации, которую окончил с отличием.
После окончания академии был распределен на должность передового авиационного наводчика в группу Сил специальных операций Российской Федерации. С января 2016 года принимал участие в российской военной операции в Сирии, выполнял задачу по наведению авиаударов на важнейшие объекты террористической организации «Исламское государство», выдавая точные координаты расположения боевиков.

## Гибель
17 марта 2016 года Прохоренко, находившийся неделю в тылу противника, был окружён боевиками «Исламского государства» в районе населённого пункта Тадмор (провинция Хомс, Сирия). Старший лейтенант вступил в бой с террористами и, не желая сдаваться в плен, вызвал авиаудар на себя. Вместе с геройски погибшим А. Прохоренко были уничтожены и окружившие его боевики «Исламского государства».
О гибели А. Прохоренко Министерство обороны Российской Федерации официально сообщило 24 марта 2016 года.
Тело Александра Прохоренко после переговоров было передано отряду сирийских курдов боевиками ИГ в ходе специальной гуманитарной операции, те же в свою очередь в конце апреля 2016 года передали его представителям российских властей в Сирии, которыми оно было доставлено в Россию, где была проведена процедура генетической идентификации.
5 мая 2016 года, после траурного митинга с участием министра обороны России генерала армии Сергея Шойгу, гроб с телом А. Прохоренко был отправлен транспортным самолётом с подмосковного военного аэродрома Чкаловский на военный аэродром Оренбурга, а оттуда — вертолётом в село Городки. Тело сопровождали отец, мать и брат Александра Прохоренко.
6 мая 2016 года А. Прохоренко похоронен с воинскими почестями на кладбище села Городки. В день похорон в Оренбургской области был объявлен траур.

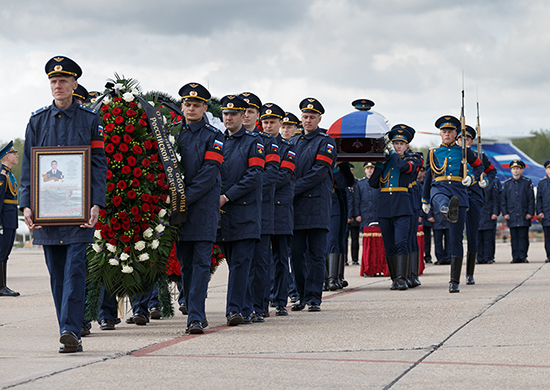
Прощание с Александром Прохоренко на военном аэродроме «Чкаловский» 5 мая 2016
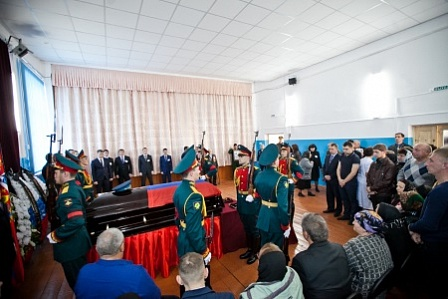
Прощание с Александром Прохоренко в селе Городки Оренбургской области 6 мая 2016 года
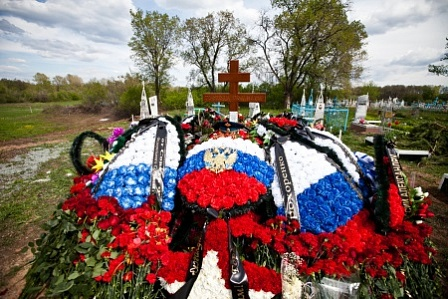
Могила Прохоренко в селе Городки.
Памятник на могиле Александра Прохоренко в селе Городки
Бюст Александру Прохоренко в селе Городки
Открытие памятника в ВА ВПВО ВС России
Мемориальная доска на здании Городецкой средней школы

## Семья
Был женат. Жена — Екатерина. Младший брат Иван — выпускник Военной академии войсковой противовоздушной обороны Вооружённых сил Российской Федерации имени А. М. Василевского. В конце июля 2016 года родилась дочь Виолетта.

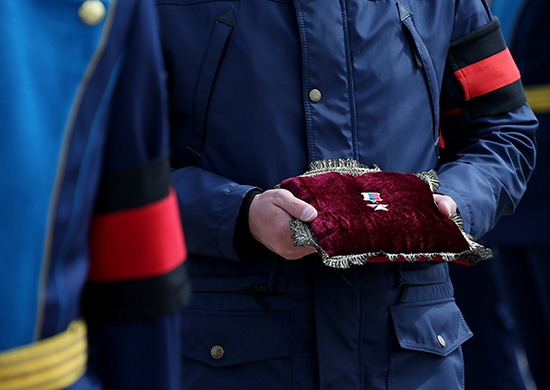
Медаль «Золотая Звезда»
Героя Российской Федерации
Александра Александровича Прохоренко

## Награды
- Герой Российской Федерации (11 апреля 2016) — за мужество и героизм, проявленные при исполнении воинского долга[14][15].
- Медаль «За воинскую доблесть» (Минобороны) II степени[2][16]
- Медаль «За отличное окончание военного образовательного учреждения высшего профессионального образования Министерства обороны Российской Федерации»[2][16]
- Почётный гражданин Оренбургской области (5 декабря 2016) — за совершение героического поступка, проявленные мужество, смелость и отвагу[17]
- Почётный гражданин Тюльганского района (2016)[18]

## Память

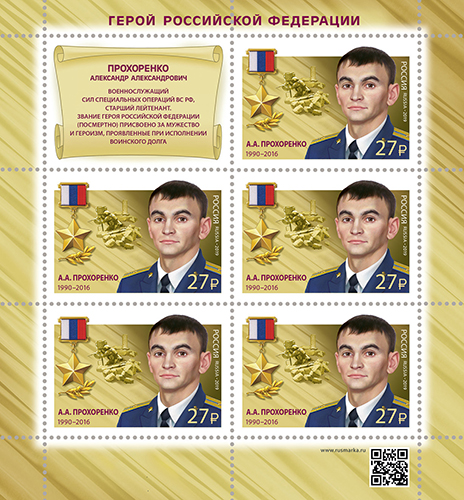
Почтовый лист Почты России, 2019 г. «Прохоренко Александр Александрович (1990—2016) — военнослужащий Сил специальных операций ВС РФ, старший лейтенант. Герой Российской Федерации».

- Почтовый лист Почты России, 2019 г. «Прохоренко Александр Александрович (1990—2016) — военнослужащий Сил специальных операций ВС РФ, старший лейтенант. Герой Российской Федерации». Мемориальная доска, посвящённая Прохоренко, размещена на территории Оренбургского президентского кадетского училища, где ранее располагалось Оренбургское высшее зенитное ракетное командное училище[19].
- На родине Героя в селе Городки Тюльганского района Оренбургской области установлен бюст во дворе школы, в которой он учился. На здании школы установлена мемориальная доска. На Городецком кладбище установлен надгробный памятник[20].
- 5 мая 2016 года в историческом амфитеатре сирийской Пальмиры состоялся концерт оркестра Мариинского театра под управлением Валерия Гергиева, посвящённый памяти Александра Прохоренко[21].
- Композитор Владимир Евзеров и поэт Юрий Баладжаров написали песню «Он не мог иначе», посвящённую Герою России Александру Прохоренко, которую исполнил певец Алексей Хвацкий[22].
- В память Александра Прохоренко переименована одна из улиц города Грозного (бывшая улица Авиационная). На улице Прохоренко установлена мемориальная доска[23].
- В Оренбурге именем Прохоренко названа улица. В октябре 2016 года на улице разбит сквер, носящий его имя[5][24][25]. На угловом доме улицы и проезда Нижнего установлена мемориальная доска в память о нём[26].
- Бюст Александра Прохоренко установлен 5 октября 2016 года в Смоленске на территории Военной академии войсковой противовоздушной обороны ВС РФ им. Маршала Советского Союза А. М. Василевского[27].
- 6 августа 2017 года памятник Александру Прохоренко открыт в городе Вальи-Сотто (Италия)[28][29].
- Памятник Александру Прохоренко в Оренбурге открыт 4 ноября 2017 года[30].
- 8 декабря 2017 года, накануне Дня Героев Отечества, отмечаемого 9 декабря, в городе-курорте федерального значения Зеленоградске состоялось открытие новой улицы, названной в честь Героя России Александра Прохоренко и официальное открытие мемориальной доски в его честь[31][32][33].
- 29 ноября 2018 года Распоряжением Правительства Российской Федерации горе в Северной Осетии присвоено наименование «гора Александра Прохоренко»[34].
- В мае 2023 года на территории российской авиабазы Хмеймим в Сирии открыт памятник Александру Прохоренко[35].

### Передача семье Прохоренко французских наград

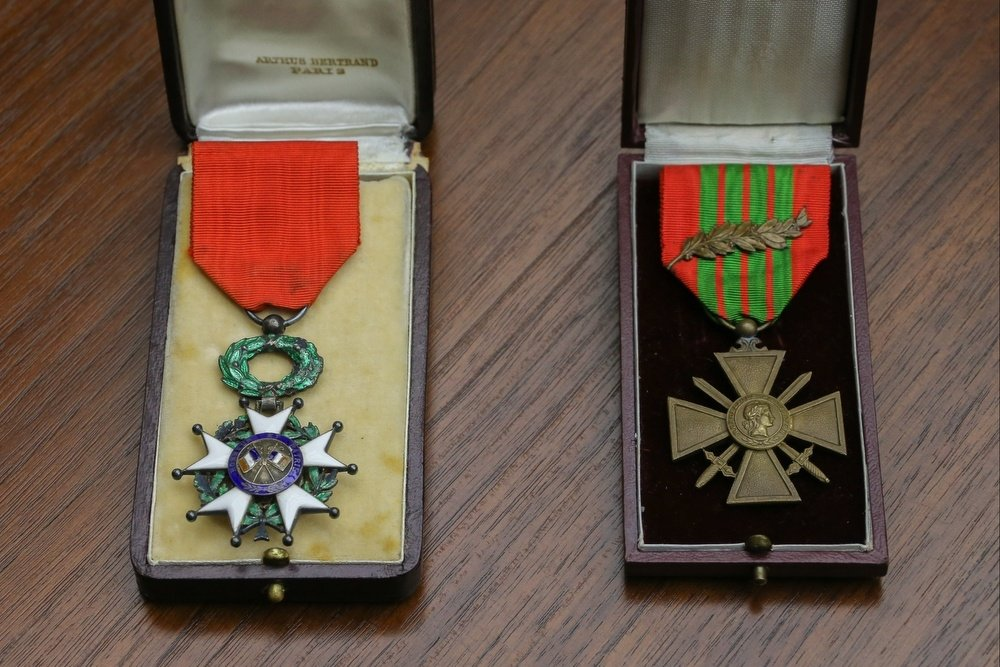
Награды, переданные супругами Маге семье Прохоренко

В апреле 2016 года французская семья Маге из города Монпелье передала через посольство России в Париже вдове Александра орден Почётного легиона и Военный крест с пальмовой ветвью, принадлежавшие их родственникам — участникам Второй мировой войны. По приглашению Президента России Владимира Путина супруги Маге приехали в Россию, где 5 мая 2016 года в здании Национального центра управления обороной лично передали семейные реликвии отцу, матери и брату Александра Прохоренко. Родителям офицера вручена также памятная медаль французского города Фламерсан «Родителям солдата вооружённых сил, который погиб героем».